# Gaspi
Gaspar Prim Díaz (Argentina, 28 de desembre de 2002), més conegut com a Gaspi, és un youtuber, humorista i personalitat d'internet argentí.
Va començar a penjar continguts el 2015, fins que el 2021 va créixer significativament la seva popularitat, acumulant dos milions de subscriptors al seu canal. Conegut pels seus vídeos i blogs còmics, sovint inclouen una barreja de paròdia, humor negre i comentari social. Aquest fet li ha provocat que Youtube li retirés la major part dels seus continguts.
Amb el temps, Gaspi va ampliar el format dels seus vídeos, incorporant vlogs, entrevistes i retransmissions en directe. També va començar a abordar temes més seriosos, com ara la política i les qüestions socials, utilitzant el seu estil còmic per comentar l'actualitat i conscienciar sobre temes importants.